# Pagdenia rufipes
Pagdenia rufipes är en insektsart som beskrevs av Miller, N.C.E. 1934. Pagdenia rufipes ingår i släktet Pagdenia och familjen gräshoppor. Inga underarter finns listade i Catalogue of Life.